# Bonells
Bonells, antigament Borrell o Borrels, és una masia situada al municipi de Sant Feliu Sasserra, a la comarca catalana del Bages. És documentada per primera vegada a la baixa edat mitjana.